# Hexe Lilli – Die Reise nach Mandolan
Hexe Lilli – Die Reise nach Mandolan ist eine deutsch-österreichisch-spanische-Koproduktion aus dem Jahr 2011 von Harald Sicheritz mit Alina Freund in der Titelrolle. Der Kinostart des teilweise animierten Kinderfilmes erfolgte in Deutschland, Österreich und der Schweiz am 17. Februar 2011. Nach Hexe Lilli – Der Drache und das magische Buch von Stefan Ruzowitzky (2009) ist dies die zweite Verfilmung nach der Kinderbuchreihe Hexe Lilli von Knister. 2017 wurde die Filmreihe mit Hexe Lilli rettet Weihnachten von Wolfgang Groos fortgesetzt.

## Handlung
In ihrem zweiten filmischen Abenteuer muss Hexe Lilli in das orientalische Königreich Mandolan reisen. Sie soll dort im Auftrag des Großwesirs Guliman einen Fluch bannen, der auf dem Königsthron lastet und den Guliman besteigen möchte. Bald durchschaut Lilli das falsche Spiel des Großwesirs, den der Thron zu Recht immer wieder abwirft. Sie findet heraus, dass Gulimann nicht der wahre Thronfolger ist. Der rechtmäßige König Nandi wurde von Gulimann durch eine Intrige gestürzt und wird vom Zauberer Abrash gefangen gehalten. Mit der Unterstützung des Zauberdrachens Hektor und des Beduinenjungen Musa reist Lilli zur Verbotenen Stadt, um den König zu befreien, bevor Guliman endgültig die Herrschaft im Land übernehmen kann.

## Produktion
Die Dreharbeiten fanden von 17. August bis 24. Oktober 2009 statt, gedreht wurde in Babelsberg und Indien. Unterstützt wurde der Film vom Österreichischen Filminstitut, dem Filmfonds Wien, dem Medienboard Berlin-Brandenburg, dem Deutschen Filmförderfonds (DFFF), dem FilmFernsehFonds Bayern und dem Bayerischen Bankenfonds, der Filmförderungsanstalt (FFA), Eurimages, MEDIA, dem Instituto de la Cinematografía y de las Artes Audiovisuales, Audiovisual S.G.R. und dem Institut Català des les Indùstries Culturals, beteiligt war der Österreichische Rundfunk. Produziert wurde der Film von der deutschen Filmproduktionsgesellschaften blue eyes Fiction und Trixter Productions, Koproduzenten waren die deutsche Studio Babelsberg GmbH und Buena Vista International, die österreichische Dor Film und die Mini Film sowie die spanische Steinweg Emotion Pictures. Für den Ton zeichnete Max Vornehm verantwortlich, für das Kostümbild Bina Daigeler und für das Szenenbild Christoph Kanter. Der Titelsong stammt von Klaus Badelt.

## Rezeption
Martin Schwickert bezeichnete den Film auf Zeit Online als Familienfilm, der charmant zu unterhalten verstehe. Sicheritz würde voll auf die märchenhaften Qualitäten der Geschichte und das orientalische Setting setzen, der ausstatterischen Fantasie würden wenig Grenzen gesetzt.
Christian Horn schrieb hingegen auf Filmstarts, dass ein Sequel normalerweise immer ein wenig mehr von allem bietet. Diese Fortsetzung würde allerdings von allem ein bisschen weniger bieten: weniger gute Ideen, weniger Spannung und weniger Charme. Die Szenen zwischen Lilli und ihrem Begleiter Hektor würden zu den besten und humorvollsten des Films zählen, aber auch sie würden nicht immer an die gewitzten Dialoge des Vorgängers heranreichen.

## Auszeichnungen
- 2011: Austrian Ticket für mehr als 75.000 Besucher[7]
- 2012: Österreichischer Filmpreis – Bestes Szenenbild (Christoph Kanter)
- Deutsche Film- und Medienbewertung (FBW) – Prädikat „wertvoll“[4]